# 古河市立大和田小学校
古河市立大和田小学校（こがしりつ おおわだしょうがっこう）は、茨城県古河市にある公立小学校。

## 沿革
- 1891年（明治24年）5月 - 「大和田分教場」として、民家を仮校舎として開校[2][3]。
- 1893年（明治26年）3月 - 「幸島第三尋常小学校」に改称[2]。
- 1905年（明治38年）5月 - 光徳寺（大和田847番地）を仮校舎として移転[2]。
- 1909年（明治42年）9月 - 大和田822番地に校舎を落成し、移転[2]。
- 1912年（明治45年）4月 - 「幸島西尋常高等小学校」に改称[2]。
- 1921年（大正10年）7月 - 「幸島西尋常小学校[4]」に改称[2]。
- 1935年（昭和10年）4月 - 青年学校令施行に伴い、幸島村西農業青年学校を併設[5]。
- 1941年（昭和16年）4月 - 国民学校令施行に伴い、「幸島西国民学校」に改称[2]。
- 1947年（昭和22年）2月 - 「幸島村立幸島西小学校」に改称[2]。
- 1955年（昭和30年）2月11日 - 村合併に伴い、「三和村立大和田小学校」に改称[2]。
- 1969年（昭和44年）1月1日 - 町制施行に伴い、「三和町立大和田小学校」に改称。
- 1978年（昭和53年）11月3日 - 校章を制定[2]。
- 2005年（平成17年）9月12日 - 市町合併に伴い、「古河市立大和田小学校」に改称[2]。

## クラブ活動
- フィールドスポーツ
- 料理手芸
- インドアスポーツ
- 理科
- 卓球
- パソコン

## 委員会活動
- 代表
- ボランティア
- 放送
- 図書
- 飼育
- 保健
- 緑化
- 給食
- 体育

## 施設概要
主な施設。面積は延床面積を記載。
- 校舎（2,318 m2） - 1983年竣工の鉄筋コンクリート造3階建て[6]
- 体育館（749 m2） - 1984年竣工の鉄骨造平屋建て[6]
- プール - 1971年竣工のコンクリート製[1]
- 校庭
- 児童クラブ

## アクセス

### バス
- 「下片田」バス停（茨急バス）から徒歩で約20分

## 周辺
- 光徳寺
- 道の駅まくらがの里こが
- 鷲神社